# Messatoporus discoidalis
Messatoporus discoidalis is een insect dat behoort tot de orde vliesvleugeligen (Hymenoptera) en de familie van de gewone sluipwespen (Ichneumonidae). De wetenschappelijke naam van de soort werd voor het eerst geldig gepubliceerd door Cresson in 1872. Messatoporus discoidalis is de typesoort van het geslacht Messatoporus

## Synoniemen
- Messatoporus jocosus (Provancher, 1874)[1]
- Messatoporus rufiventris Cushman, 1929[1]